# Ida Elise Broch
Ida Elise Broch (Oslo, 25 giugno 1987) è un'attrice norvegese.

## Filmografia parziale

### Cinema
- Switch, regia di Ole Martin Hafsmo (2007)
- Mannen som elsket Yngve, regia di Stian Kristiansen (2008)
- Mørke sjeler, regia di César Ducasse e Mathieu Peteul (2010)
- Detektiv Downs, regia di Bård Breien (2013)
- Gulltransporten, regia di Hallvard Bræin (2022)

### Televisione
- Det tredje øyet - serie TV, 20 episodi (2014-2016)
- En natt - serie TV, 5 episodi (2018)
- Natale con uno sconosciuto (Hjem til jul) - serie TV, 12 episodi (2019-2020)
- Fenris - serie TV, 6 episodi (2022)
- Julestorm - La tempesta di Natale (A Storm for Christmas) - serie TV, 5 episodi (2022)